# Heliconius assimilis
Heliconius assimilis is een vlinder uit de familie Nymphalidae. De wetenschappelijke naam van de soort is voor het eerst geldig gepubliceerd in 1921 door Johannes Karl Max Röber.